# Gaming-Café
Gaming-Cafés sind Gewerbe, in denen digitale Spiele in einer kommunikativen Spieleumgebung kommerziell genutzt werden. Gespielt wird regelmäßig online über das Internet. Damit entstehen zugleich Anwendungen virtueller Realitäten (Cyberspace). Gaming-Cafés werden daher auch als Internet Cyber Gaming-Cafés bezeichnet.

## Typisierung
Der Begriff „Gaming“ bezeichnet zunächst die Nutzung digitaler Spiele; das können Computerspiele oder Konsolenspiele sein. Das Spielen ist also unabhängig von der Plattform. Der Wortbestandteil „Café“ erinnert in dieser Wortkombination an Internetcafés. Der Wortbestandteil taucht aber in jüngster Zeit auch in der Kombination „Café-Casino“ auf. Dabei handelt es sich um (Kleinst)Gaststätten, in denen tatsächlich vorwiegend Spielautomaten aufgestellt sind und bespielt werden. Dieses Gewerbe wurde landesrechtlich etwa in Berlin problematisiert. Beim Gaming-Café weist „Café“ auf eine Andeutung an die europäische Caféhaustradition hin. Diese bildete sich zu Beginn des 20. Jahrhunderts in Wien, Paris und Berlin heraus. Die Caféhäuser hatten dabei die Funktion eines Treffpunkts für die Bildung und Pflege gesellschaftlicher Kontakte. Dazu gehörte nicht nur der Umgang mit Freunden und Gleichgesinnten, sondern auch die Entwicklung, Diskussion und Publizierung von Ideen und Arbeitsergebnissen. Die Nutzung des Wortbestandteils „Café“ hat insofern seine Berechtigung, als dass die Betreiber heute durchaus bemüht sind, diesen Geist aufrechtzuerhalten. Letztendlich geht es um das Gemeinsame, das sich auf das Erleben digitaler Inhalte erstreckt. Deshalb ist ein Gaming-Café folglich auch nicht einfach nur ein Internetcafé. Beim Internetcafé geht es um die Nutzung verschiedener Dienstleistungen, wie Surfen, Chatten, E-Mail usw. Für die Inanspruchnahme einfacher Internetdienstleistungen bedarf es keiner zwei Personen. Digitales Spielen geht darüber weit hinaus und erfolgt zu fast 90 % als Mehrspieler.

## Rechtliches

### Vorbemerkung
Anfang der 2000er-Jahre gerieten Gaming-Cafés in den Fokus der Gewerbeaufsicht. Anlass war der Umstand, dass sich auch Jugendliche und Kinder darin aufhielten und Zugang zu Spielen für Erwachsene hatten. Insofern stellte sich die Frage nach dem für Gaming-Cafés geltenden Recht. Hintergrund dieser Diskussion war das gewerbliche Spieleangebot für das Spielen des Computerspiels Counter-Strike, der Amoklauf am Gutenberg-Gymnasium in Erfurt im Jahr 2002 und die erklärte (Mit)verursachung übermäßigen Medienkonsums in Form gewalthaltiger Ego-Shooter für School Shootings.

### Gaming-Cafés im Kontext der Gewerbeordnung (GewO)
Für die örtlichen Behörden stellte sich die Frage nach der rechtlichen Einordnung. Gaming-Cafés entsprachen keiner gewerberechtlichen Kategorie. Insofern ging es darum, etwas Ähnliches zu finden und zur Anwendung zu bringen. Die Schnittmenge mit einer bekannten gewerberechtlichen Kategorie glaubte man schließlich mit den Spielhallen gefunden zu haben. Die Behörden bezogen sich auf § 33i GewO. Die Vorschrift lautete damals:
Wer gewerbsmäßig eine Spielhalle oder ein ähnliches Unternehmen betreiben will, das ... der gewerbsmäßigen Aufstellung von Unterhaltungsspielen ohne Gewinnmöglichkeit dient, bedarf der Erlaubnis der zuständigen Behörde.
Die Folge war, dass Gaming-Cafés ab dato erlaubnispflichtig waren. Allerdings hatte keiner der Betreiber eine solche Erlaubnis beantragt. Die Folge waren Schließungsanordnungen und Beschlagnahmen der Behörden. Die Rechtsauffassung der Behörden wurde insbesondere von der Verwaltungsgerichtsbarkeit in Berlin bestätigt. In diesem Sinne entschied schließlich auch das Bundesverwaltungsgericht in der Sache 6 C 11.04. Das Gericht argumentierte, Gaming-Cafés (dort „Internetcafé“ genannt) dienten der gewerbsmäßigen Aufstellung von Unterhaltungsspielen ohne Gewinnmöglichkeit. Multifunktionsgeräte wie Computer seien solche Unterhaltungsspiele. Und weiter: Sinn und Zweck des Gesetzes ... erfordern eine Einbeziehung der Computer, die nach ihrer Zweckbestimmung zu Spielzwecken genutzt werden können. Und schließlich: Steht das Spielangebot im Vordergrund, so handelt es sich um eine Spielhalle oder ein spielhallenähnliches Unternehmen, das der Erlaubnispflicht nach § 33i GewO unterliegt.
Diese Rechtsprechungslinie erfuhr deutliche Kritik. Gaming-Cafés waren nach damaliger Lesart des Gesetzes aus jugendschutzrechtlichen Gründen nicht erlaubnisfähig.
Zum 12. Dezember 2012 trat das Gesetz zur Änderung der Gewerbeordnung und anderer Gesetze vom BGBl. 2012 I S. 2415 5. Dezember 2012 in Kraft. Art. 1 Nr. 6a) bestimmt, dass die Spielalternative „Unterhaltungsspiele ohne Gewinnmöglichkeit“ aus dem Anwendungsbereich der Spielhallenerlaubnis gestrichen wurde. Hintergrund war die Erkenntnis des Gesetzgebers, die Erlaubnispflicht sei unverhältnismäßig und europarechtswidrig, da sie gegen die Dienstleistungsrichtlinie verstoße. Seit dem 12. Dezember 2012 sind Gaming-Cafés gewerberechtlich erlaubnisfrei zu betreiben.

### Gaming-Cafés im Kontext des Glücksspiel-Staatsvertrags (GlüStV 2021)
§ 4 Absatz 1 GlüStV 2021 bestimmt: Öffentliche Glücksspiele dürfen nur mit Erlaubnis der zuständigen Behörde des jeweiligen Landes veranstaltet ... werden. Damit stellt sich die Frage, ob Computer- oder Konsolenspiele Glücksspiel in diesem Sinne sind und doch einer Erlaubnis bedürfen. Anlass für diese Überlegung bilden die „Erläuterungen zum Glücksspielstaatsvertrag 2021“. Darin findet sich der Hinweis, dass der Regelungsbereich des GlüStV auf echtes Glücksspiel beschränkt ist. Andere Bereiche, in denen die Definition des Glücksspiels nicht erfüllt ist, sollen vom Anwendungsbereich des GlüStV nicht erfasst werden. Das betrifft insbesondere das sog. „simulierte Glücksspiel“, wie es teilweise in Computer- und Videospielen angeboten wird. Mit simuliertem Glücksspiel sind etwa Ingame-Käufe in Verbindung mit zufallsgenerierten Spielvorteilen (Lootbox) gemeint. Soweit allerdings Elemente in Computer- und Videospielen angeboten werden, welche die Definition des Glücksspiels nach § 3 Absatz 1 GlüStV erfüllen, findet der GlüStV einschließlich des Erlaubnisvorbehalts nach § 4 Absatz 1 Satz 1 Anwendung. Ob das Glücksspielelement in dem Computer- oder Videospiele nach diesem Staatsvertrag erlaubnisfähig ist, ist sodann im Einzelfall zu prüfen.

### Gaming-Cafés im Kontext des Jugendschutzes
Einen dem „simulierten Glücksspiel“ ähnlichen Begriff verwendet das Jugendschutzgesetz in § 10b Abs. 3. Dort geht es um „glücksspielähnliche Mechanismen“. Glücksspielrechtliches „simuliertes Glücksspiel“ und jugendschutzrechtliche „glücksspielähnliche Mechanismen“ werden oft synonym betrachtet. Ob diese Art des Spielens nach aktueller Gesetzeslage nach § 4 Abs. 1 GlüStV erlaubnispflichtig ist, ist eine offene Rechtsfrage.